# أندي مورر
أندي مورر (بالإنجليزية: Andy Maurer)‏ هو لاعب كرة قدم أمريكية أمريكي، ولد في 30 سبتمبر 1948 في سيلفرتون في الولايات المتحدة، وتوفي في 3 يناير 2016.

## وصلات خارجية
- أندي مورر على موقع مرجع كرة القدم المحترفة.كوم (الإنجليزية)